# Аккра
А́ккра ([əˈkrɑː]; чві Nkran; дагб. Ankara; га Ga або Gaga; англ. Accra) — столиця та найбільше місто Гани, політичний, адміністративний, економічний і фінансовий центр країни та адміністративний центр Великої Аккри, порт на березі Гвінейської затоки.

## Географія
Місто розташоване на піщаному березі Гвінейської затоки Атлантичного океану. На заході Аккри в океан впадає невелика річка Одау, що протікає через захід міста. Має ліву притоку Омасіа. За пару кілометрів до гирла Одау розширюється в лагуну Корле.

## Клімат
Клімат екваторіальний мусонний. Пересічні температури березня +27 °C, серпня +23 °C. У погоді виділяються 2 дощових сезони — березень — червень та вересень — жовтень. Вони змінюються двома сухими сезонами.
| Клімат Аккри                            | Клімат Аккри | Клімат Аккри | Клімат Аккри | Клімат Аккри | Клімат Аккри | Клімат Аккри | Клімат Аккри | Клімат Аккри | Клімат Аккри | Клімат Аккри | Клімат Аккри | Клімат Аккри | Клімат Аккри |
| Показник                                | Січ.         | Лют.         | Бер.         | Квіт.        | Трав.        | Черв.        | Лип.         | Серп.        | Вер.         | Жовт.        | Лист.        | Груд.        | Рік          |
| Абсолютний максимум, °C                 | 34           | 38           | 38           | 34           | 35           | 33           | 32           | 32           | 32           | 32           | 33           | 34           | 38           |
| Середній максимум, °C                   | 31           | 31           | 31           | 31           | 31           | 29           | 27           | 27           | 27           | 29           | 31           | 31           | 30           |
| Середній мінімум, °C                    | 23           | 24           | 24           | 24           | 24           | 23           | 23           | 22           | 23           | 23           | 24           | 24           | 23           |
| Абсолютний мінімум, °C                  | 15           | 17           | 20           | 19           | 21           | 20           | 19           | 18           | 20           | 19           | 21           | 17           | 15           |
| Норма опадів, мм                        | 15           | 33           | 56           | 81           | 142          | 178          | 46           | 15           | 36           | 64           | 36           | 23           | 725          |
| --------------------------------------- | ------------ | ------------ | ------------ | ------------ | ------------ | ------------ | ------------ | ------------ | ------------ | ------------ | ------------ | ------------ | ------------ |
| Джерело: BBC Weather (Internet-Archive) |              |              |              |              |              |              |              |              |              |              |              |              |              |

## Історія

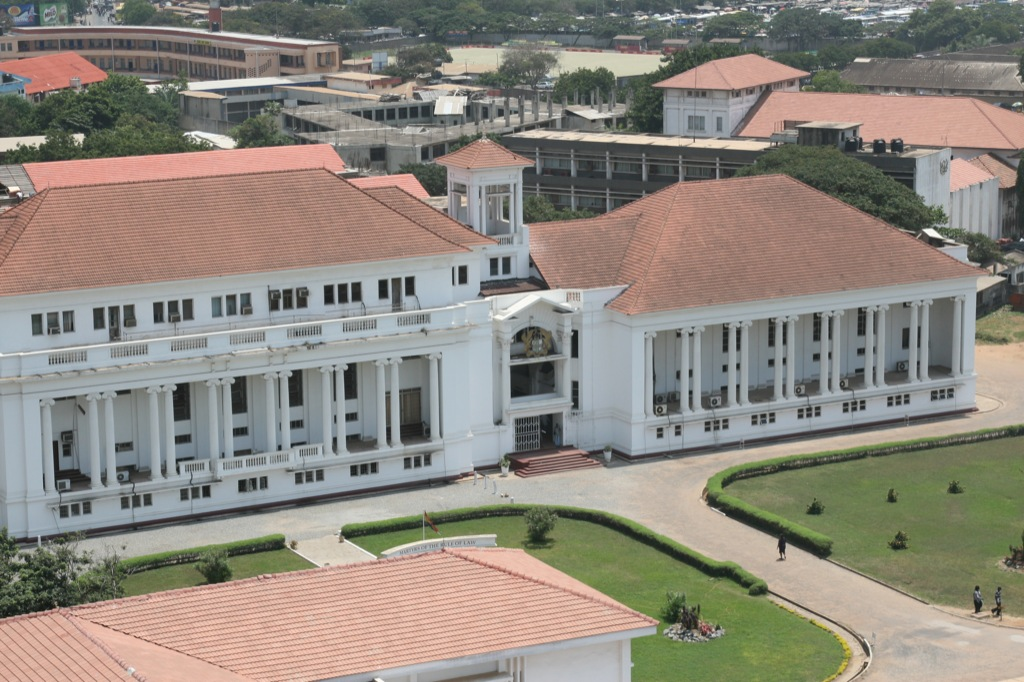
Верховний суд Гани

Місто засноване не раніше XVI століття. Первісно одне з поселень племені ґа. Близько 1600 року стало столицею федерації племен ґа. 
З появою на Гвінейському узбережжі європейських купців Аккра перетворилась у важливий торговельний центр за контроль над яким боролися племена ґа, акім, аквапім, ашанті. 
До кінця XIX століття місто було значним пунктом работоргівлі, а також торгівлі золотом та пальмовою олією. 
У 1850 році включена в межі англійської колонії Золотий Берег. 
1876 року англійці перенесли резиденцію колонії з Кейп-Коста в Аккру і у 1876—1957 роках вона була столицею колоніальної влади британської колонії Золотий Берег. 
З 1957 року місто є столицею незалежної Гани.

## Населення
Чисельність населення міста становить 2,3 млн осіб (2012). 
- 1950 — 177,000
- 1960 — 393,000
- 1970 — 631,000
- 1980 — 863,000
- 1984 — 964,000
- 1990 — 1,197,000
- 2000 — 1,668,000
- 2005 — 1,970,400
- 2010 — 2,006,000
- 2013 — 2,291,352
- 2017 — 2,388,000

Аккра з прилеглою приміською зоною утворюють Велику Аккру — окремий столичний округ в адміністративному поділі Гани.

## Економіка

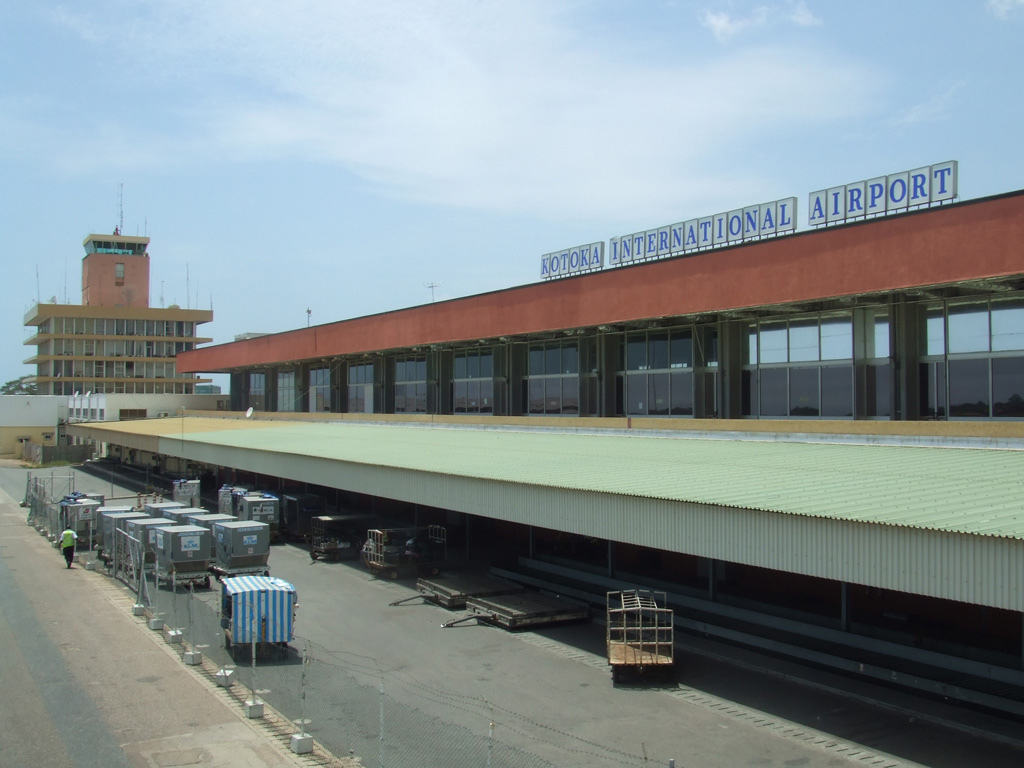
Міжнародний аеропорт Котока

Аккра — фінансовий, торгово-промисловий та культурний центр країни. 
Місто є центром промислово-енергетичного району Акосомбо-Тема. 
У місті розвинені металообробка, механозбірна, текстильна, харчова, легка промисловості. Аккра — центр виробництва ремісничих виробів із золота та срібла.
Працюють підприємства по збиранню електро- та радіоапаратури. 

## Транспорт
Місто є важливим залізним та автобільним вузлом. 

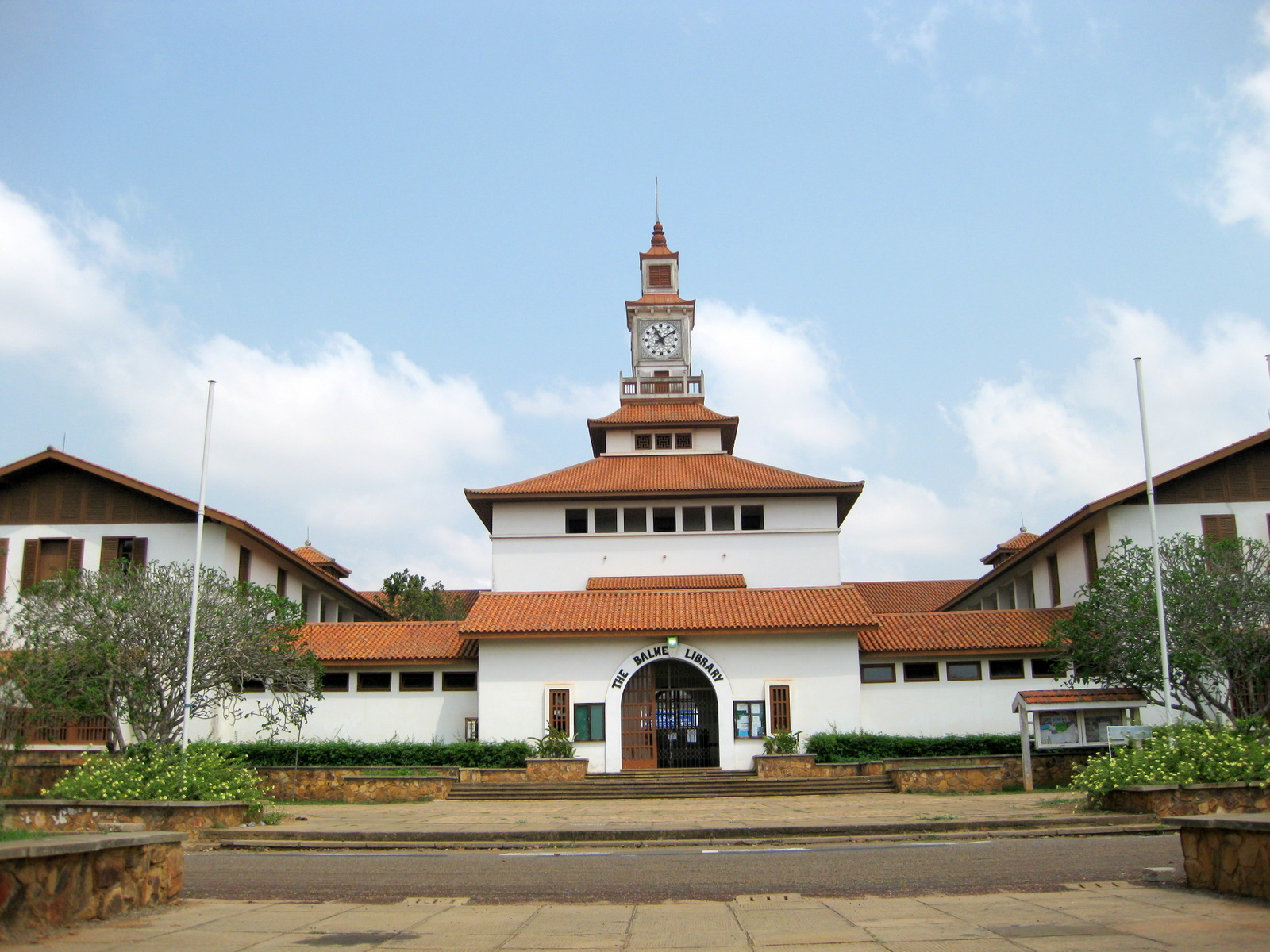
Бібліотека Бадме Університету Гани

У місті є Міжнародний аеропорт.

## Архітектура
У місті збереглись форти:
- голландський — Кревкьор (нині Ушер, 1605)
- данський з фортецею Крістіансбог (1657—1659)
- англійський Джеймс (1673)

## Райони міста
Територія міста має незамкнене радіально-кільцеве планування, у якому виділяють такі великі райони:
- Центр — між фортами Джеймс та Ушер й лівим берегом лагуни Корле. Це фінансовий та діловий центр міста. Тут містяться Національний банк, Центральна бібліотека, офіси багатьох місцевих та іноземних фірм. Морський порт, залізничний вокзал.
- Вікторіяборг — на схід від центру. Багаті квартали з окремими багатоповерхівками. Іподром та стадіон. Ансамбль площі Чорної Зірки.
- Крістіанборг — навколо форту Крістіанборг.
- Іст-Рідж та Вест-Рідж — на північний схід від центру. Урядові установи та Національний музей (1957; колекції африканської кераміки, виробів із дерева та кістки)).
- Лабаді — крайній схід. Туристичний центр на березі океану. Пляжі.
- Кантонментс — крайній північний схід. Міжнародний аеропорт.
- Корле-Гонне — крайній захід, правий берег лагуни Корле та річки Одау.
- Тесано — крайній північний захід, правий берег річки Одау. Академія мистецтв та наук.
- Легон — за 10 км на північ від міста. Студентське містечко Легонського університету (1960-ті).
- Ачімота — паркова зона між містом та університетом. Коледж Ачімота.
- Котобабі — крайня північ, лівий берег річки Омасіа. Промисловий центр.
- Нова Аккра — лівий берег річки Одау.
- Адабрака — на північ від центру.
- Німа — між Новою Аккрою та Кантонментсом.
- Аладжо — межиріччя Одау та Омасіа.

## Релігія

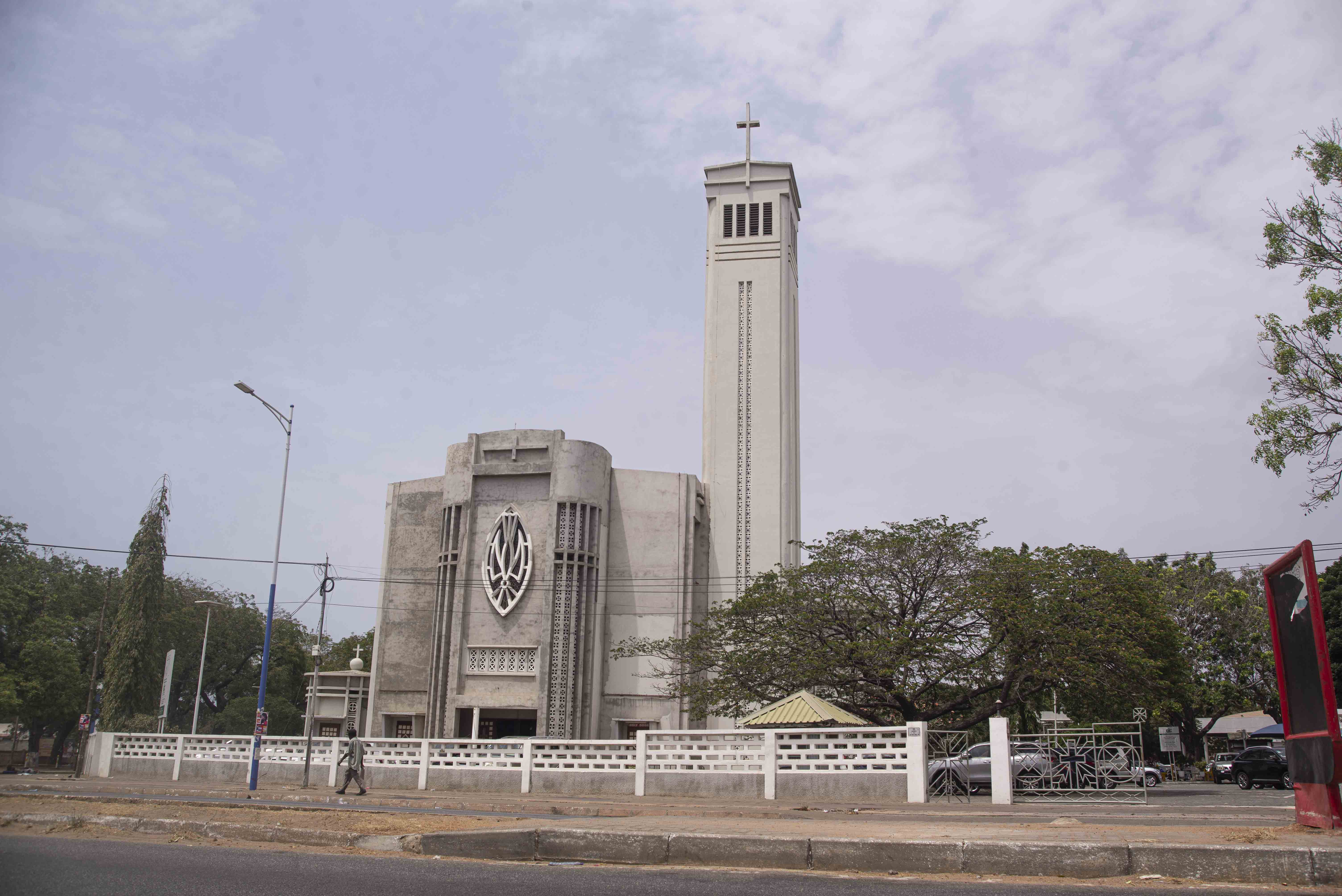
Катедральний собор Святого Духа
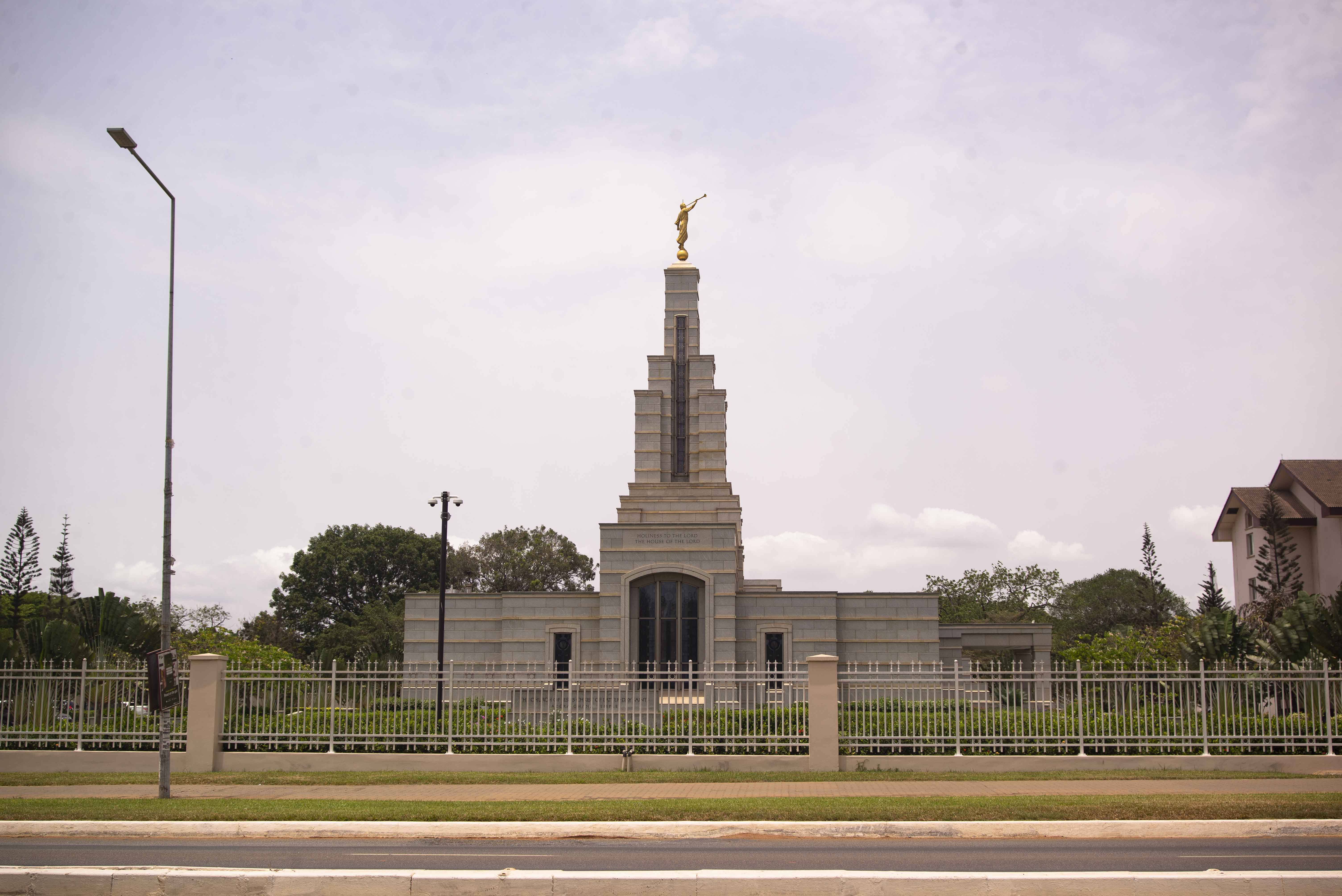
Будинок молитви Церкви Ісуса Христа Святих останніх днів
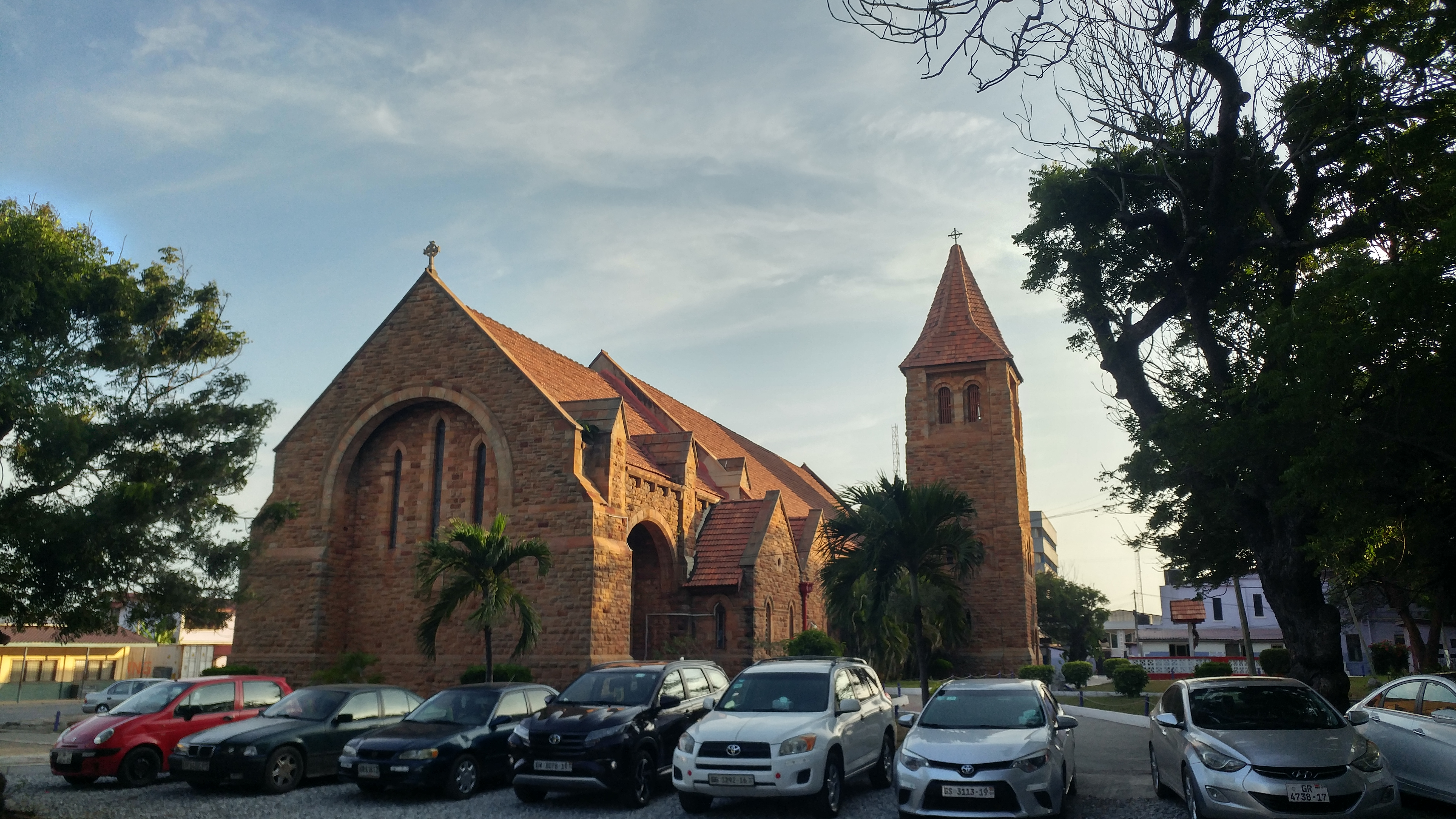
Собор Святої Трійці
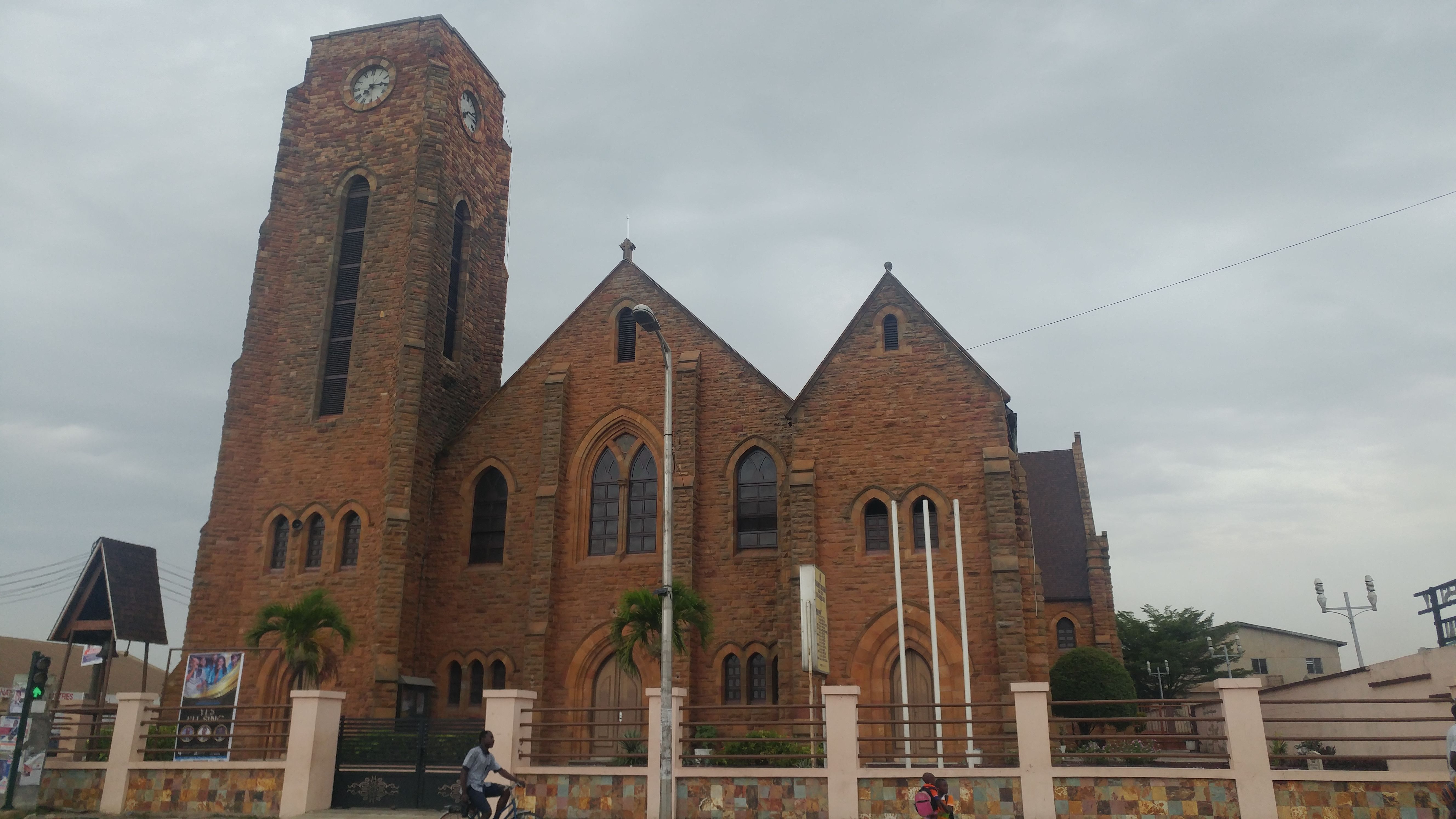
Методистський собор Веслі

## Місто-побратим
- Вашингтон
- Йоганнесбург
- Чикаго

## Галерея

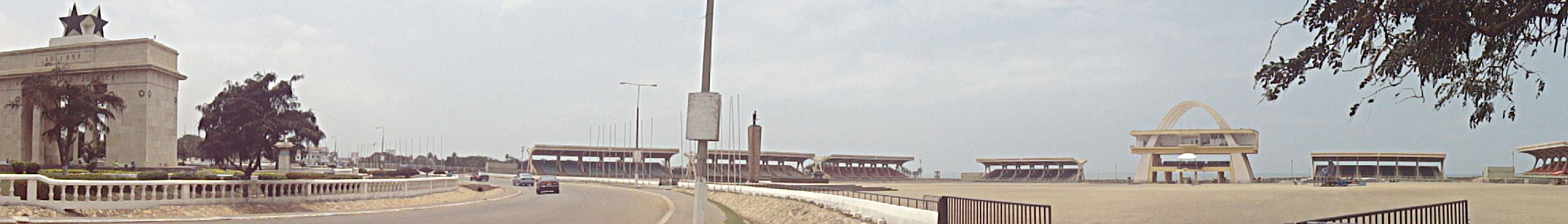
Площа Незалежності
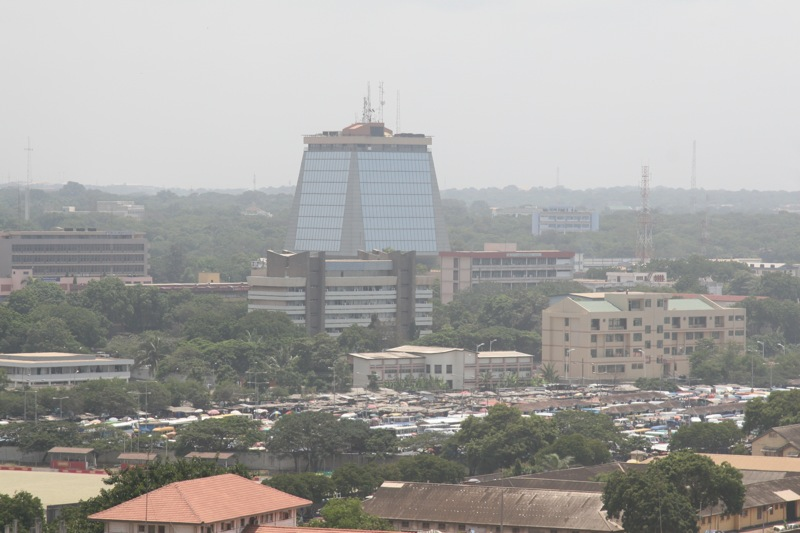
Середмістя Аккри
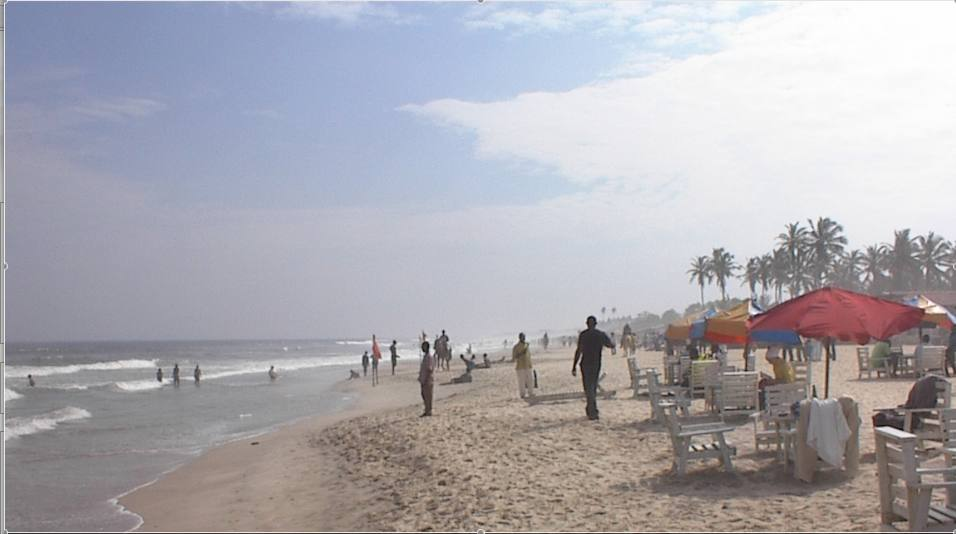
Пляж Лабаді